# Unterwössen
Unterwössen é um município da Alemanha, situado no distrito de Traunstein, no estado da Baviera. Tem 41,28 km² de área, e sua população em 2019 foi estimada em 3.577 habitantes.